# Otto Rumpf

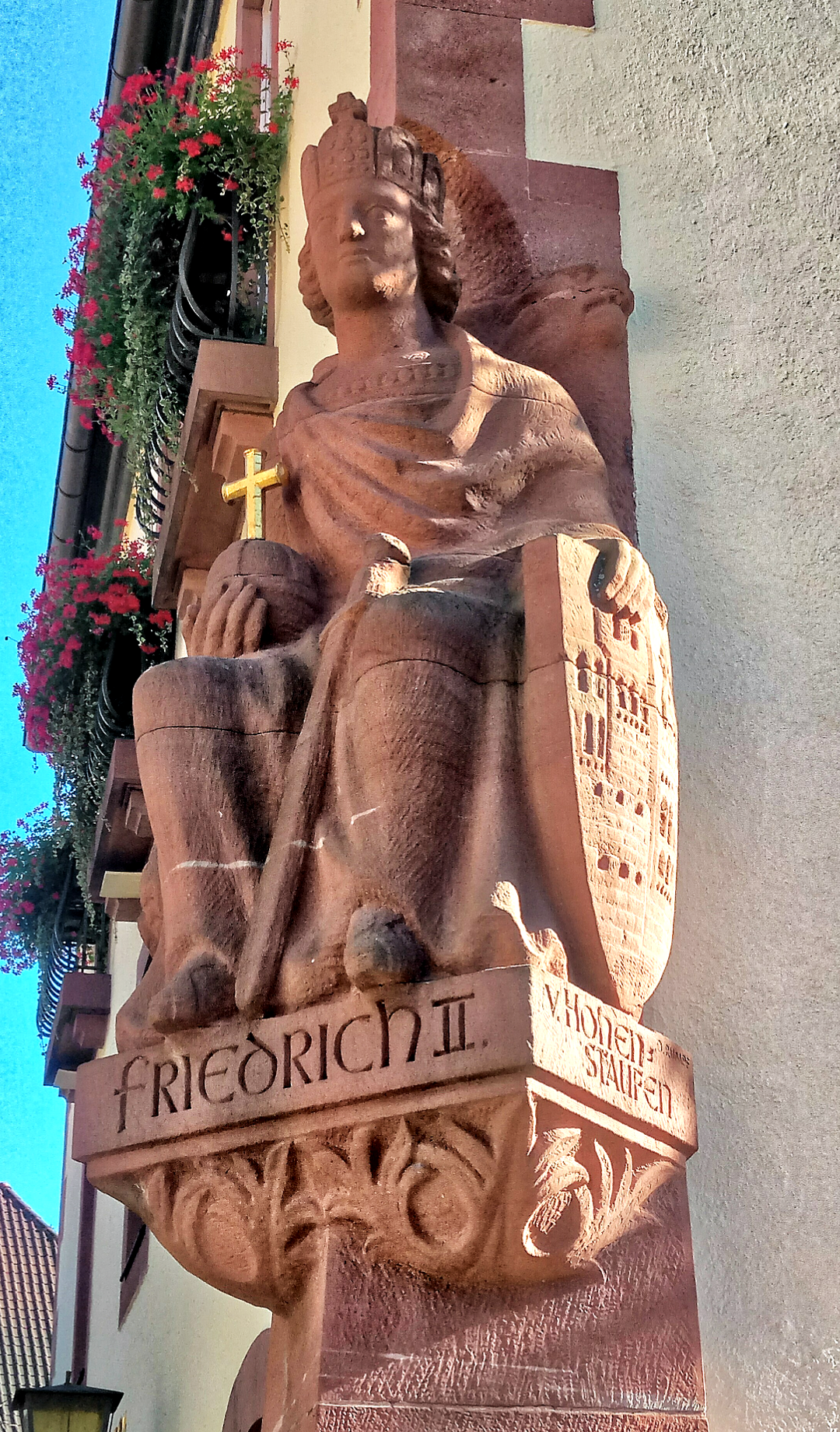
Otto Rumpf: Kaiser Friedrich II. am Rathaus Annweiler, signierte Figur im Außenbereich

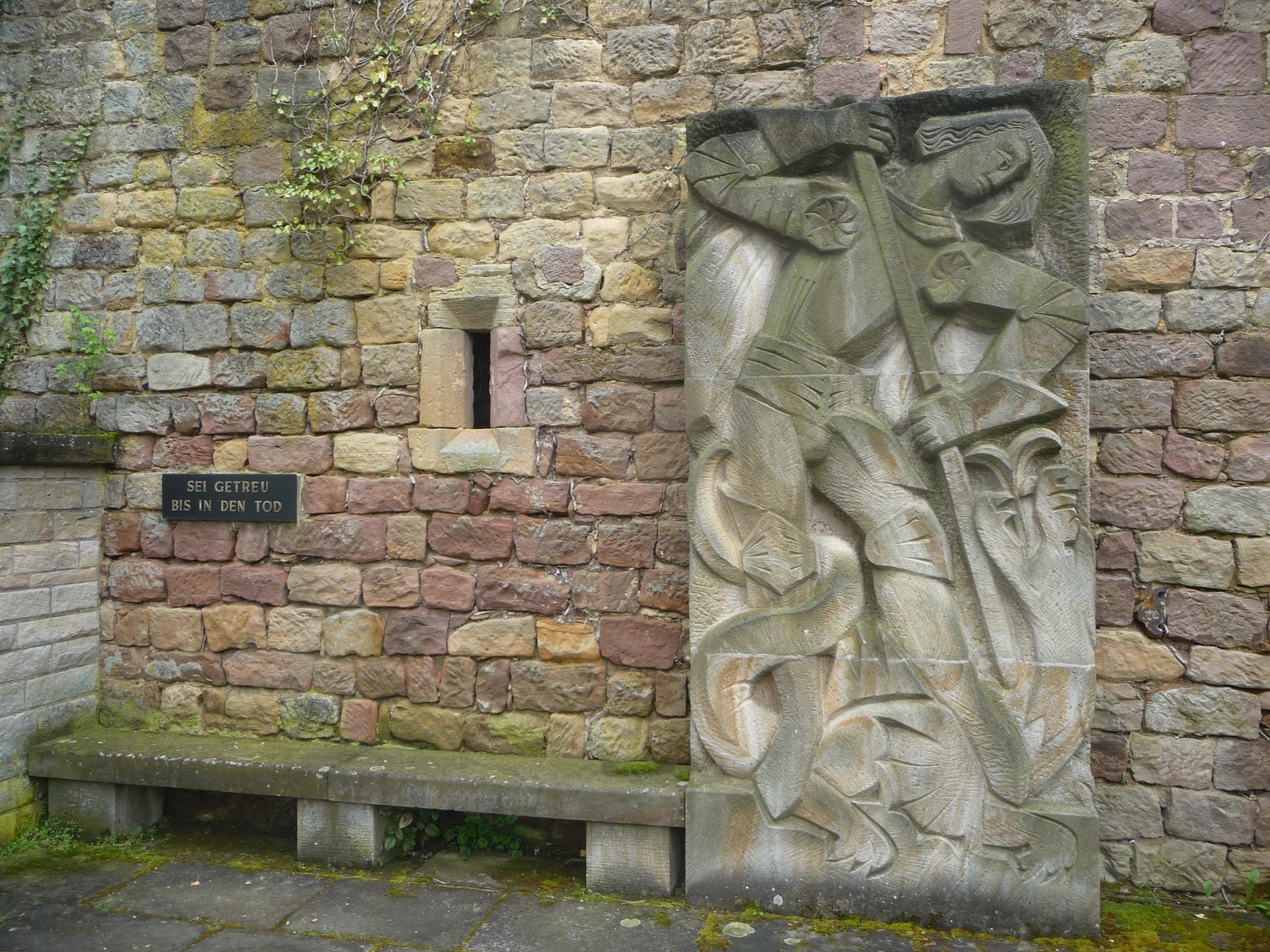
Kriegerdenkmal Neuleiningen, von Otto Rumpf, 1964

Otto Rumpf (* 27. September 1902 in Obermoschel; † 3. Oktober 1984 in Bad Dürkheim) war ein deutscher Bildhauer.

## Leben
Er war der Stammvater der Kaiserslauterer Bildhauerfamilie Rumpf. Verheiratet war er mit der Bildhauerin Martha Jung (1910–1996). Beider Sohn war der Bildhauer Gernot Rumpf (1941–2025).
Otto Rumpf lernte zunächst in der Bildhauerwerkstatt seines Vaters Ludwig Rumpf, 1926 bis 1933 besuchte er die Akademie der Bildenden Künste München und war Schüler von Hermann Hahn. 1934 bis 1943 leitete er die Bildhauerabteilung der Meisterschule für Handwerker in Kaiserslautern. Zu seinen Schülern gehörte hier von 1938 bis 1942 Erich Koch, in den Jahren 1975 bis 1990 Professor an der Akademie der Bildenden Künste München.
Nach Kriegsdienst und Gefangenschaft gründete Otto Rumpf 1946 eine eigene Werkstatt in Lachen-Speyerdorf (seit 1969 zu Neustadt an der Weinstraße). Neben seinen künstlerischen Tätigkeiten lehrte er 1960–1965 wieder an der Kaiserslauterer Meisterschule.

## Werke
- 1951: Kaiser Friedrich II., Außenfigur am Rathaus Annweiler
- 1953: Europa auf dem Stier, Kurfürstliches Schloss Koblenz (Skulptur am nördlichen Treppenaufgang, Innenbereich)
- 1964: Kriegerdenkmal Neuleiningen, St. Georg